# 反捲根節蘭
反捲根節蘭（学名：Calanthe puberula），又名反卷根节兰，为蘭科根節蘭屬下的一个种。

## 扩展阅读
- 維基物種上的相關：反捲根節蘭